# Герб Бавлинского района
Герб города Бавлы и Бавлинского муниципального района Республики Татарстан Российской Федерации.
Герб утверждён Решением № 12/1 Совета Бавлинского муниципального района 13 октября 2006 года.
Герб внесён в Государственный геральдический регистр Российской Федерации под регистрационном номером 760 и в Государственный геральдический реестр Республики Татарстан под № 52.

## Описание герба
«Щит пересечён на зелёное и червлёное (красное) поля узким серебряным поясом, переходящим посередине в заполненное лазурью (синим, голубым) фигурное стропило. В червлёном поле лазоревый цветок тюльпана, окаймлённый золотом, внутри цветка золотой знак — символ бесконечности, завершённый золотой половиной лилии. Из-за тюльпана расходятся вверх и в стороны три золотых колоса и три чёрных фонтана, окаймлённых золотом. Колосья и фонтан наложены на серебряный пояс и зелёные горы, окаймлённые золотом, из-за гор восходит золотое солнце с такими же отвлечёнными прямыми лучами».

## Символика герба
Серебряный пояс с фигурным стропилом изображает кокошник женского русского наряда, символизирует славянские народы, проживавшие в районе, совместно с цветком тюльпана — элементы Татарского орнамента символизируют единство Татарстана и России.
Росток растения на тюльпане символизирует жизнь, бесконечность — повторение временных циклов: суток, недель, времён года, веков и т. п. Золотые колосья пшеницы и чёрный фонтан нефти символы богатства района. Восходящее из-за гор солнце отражает принадлежность района к юго-восточной части республики Татарстан.
Зелёный цвет символ плодородия, здоровья, жизни.
Красный цвет символ активности, мужества, праздника, красоты.
Голубой цвет символ чести, преданности, истины, чистоты неба.
Золото символ богатства, солнечного света, великодушия.
Серебро символ простоты, мудрости, взаимосотрудничества.

## История герба
В 1996 году был выпущен значок с изображением геральдической эмблемы города Бавлы, композиция, которой стала впоследствии основой для герба города и Бавлинского района.
Первоначально герб города Бавлы и Бавлинского района был утверждён 18 апреля 2001 года.
Герб имел следующее описание:

«Щит пересечён на зелёное и красное поля узким серебряным поясом переходящим в фигурное стропило. В красном поле лазоревый (голубой) цветок тюльпана, окаймлённый золотом, внутри цветка золотой знак — символ бесконечности из которого выходит золотой цветок о трёх листьях. Из-за тюльпана расходятся три золотых колоса и три чёрные струи фонтана, окаймлённых золотом. Колосья и фонтан наложены на серебряный пояс и зелёные горы, окаймлённые золотом, из-за гор на фоне голубого неба восходит золотое солнце с такими же лучами».

Символика герба описывалась следующим образом: «Раскраска щита (общий фон) соответствует флагу Республики Татарстан. Серебряный пояс с фигурным стропилом изображает кокошник женского русского наряда, символизирует славянские народы, проживавшие в районе и городе Бавлы, совместно с цветком тюльпана — элементы Татарского орнамента символизируют единство Татарстана и России.
Росток растения на тюльпане символизирует жизнь, бесконечность — повторение временных циклов: суток, недель, времён года, веков и т. п.
Золотые колосья пшеницы и чёрный фонтан нефти символы богатства района и города Бавлы. Горы указывают на гористый рельеф местности. Восходящее из-за гор солнце отражает принадлежность района и города к юго-восточной части республики Татарстан.
Зелёный цвет символ плодородия, здоровья, жизни. Красный цвет символ активности, мужества, праздника, красоты. Голубой цвет символ чести, преданности, истины, чистоты неба. Золото символ богатства, солнечного света, великодушия. Серебро символ простоты, мудрости, взаимосотрудничества».
Герб был внесён в Государственный геральдический регистр Российской Федерации под регистрационном номером 760.
13 октября 2006 года был повторно утверждён герб Бавлинского района и Положение о гербе . Описание герба стало более геральдическим, в описание символики герба были внесены некоторые изменения.
Герб был разработан при содействии с Союзом геральдистов России.
Авторы герба: идея — Наиль Зарипов, Марсель Фахриев, Ландыш Бакирова (г. Бавлы), доработка: Константин Мочёнов (г. Химки), художник: Роберт Маланичев (г. Москва).